# کیونگ‌سو
کیونگ‌سو (انگلیسی: KyoungSeo؛ زادهٔ ۴ آوریل ۱۹۹۹) خواننده اهل کره جنوبی است. وی از سال ۲۰۱۶ میلادی تاکنون مشغول فعالیت بوده است.